# Chorotega
Les chorotegas sont un groupe ethnique du Nicaragua, du Costa Rica et du Honduras.
La langue de ce peuple le Chorotega est également connue sous le nom de Mangue.

## Population
Les chorotegas sont un peu plus d'un millier à vivre dans leur unique territoire indigène, situé dans le district de Matambú, dans l'ouest du Costa Rica au Guanacaste sur la péninsule de Nicoya.

## Histoire
Les Chorotegas viennent de Mésoamérique et on estime qu'ils sont arrivés en Amérique centrale entre le VIe siècle et le VIIe siècle.
Ils sont considérés comme le groupe ethnique le plus au sud de la culture mésoaméricaine.
- Ils ont fondé des villages dans le sud du Honduras, actuellement le département hondurien ou la province de Choluteca leur doit son nom. À l'époque préhispanique, ils vivaient également à l'est du Salvador.
- Au Nicaragua, les Chorotegas (dirianes et nagrandanos) se sont installés du côté Pacifique du pays, d'où ils ont chassé des peuples appartenant à des cultures de la "Zone intermédiaire" (Panama, Colombie, Équateur, Venezuela, ...) entre les cultures de la mésoamérique et Andines. À leur tour, ils ont dû faire face à l'arrivée des nicaraos (en) (nahoas ou niquiranos), des peuples de langue Nahuatl, qui se sont également installés au Nicaragua, en particulier dans la région de Rivas sur la rive sud-ouest du lac Nicaragua (ou Cocibolca) et la côte Pacifique.
- Au Costa Rica, les Chorotega (Nicoyas, Chomis, Orotiñas, Zapandíes, Churutecas) occupaient toute la Péninsule de Nicoya, la région de Chomes dans le canton de Puntarenas sur la rive est du golfe de Nicoya. Cette région connue sous le nom de Chorotega ou Old Chorotega a été la limite de l'avancée des cultures mésoaméricaines du côté Pacifique.

## Étymologie
Certaines sources citent "Choluteca" comme nom alternatif du peuple et de sa langue, ce qui a poussé certains (par exemple Terrence Kaufman en 2001) à spéculer qu'ils étaient les premiers habitants de la ville de Cholula (dans l'état mexicain de Puebla), qui ont été déplacés avec l'arrivée du peuple Nahuas dans le centre du Mexique. L'étymologie du mot "Chorotega" dans ce cas proviendrait de la langue Nahuatl dans laquelle "Cholōltēcah" signifie "habitants de Cholula", ou "personnes qui ont fui".
La région du Honduras la plus méridionale, connue sous le nom de Choluteca, ainsi que la ville de Choluteca, tirent leurs noms de ce mot nahuatl. Choluteca était à l'origine habitée par des groupes Chorotega. L'ethnologue et linguiste américain Daniel Garrison Brinton a fait valoir que le nom de chorotega était un exonyme Nahuatl signifiant «personnes qui ont fui» qui leur a été donné après une défaite devant les forces Nahuas, exode qui a divisé le peuple Chorotega-Mangue en deux groupes. Il a soutenu que le nom le plus approprié était en fait Mangue, dérivée de l’endonyme mangue du groupe signifiant "seigneurs".

## Culture
Malgré l'existence de caractéristiques indigènes dans la culture Chorotega, telles que la construction de maisons rondes en bois et en palmiers, il ne reste que peu de la culture très riche que possédaient les Chorotegas et qui est partiellement connue à travers les fouilles archéologiques. À Guaitil, au Costa Rica, le peuple mangue a été absorbé dans la culture costaricienne, perdant sa langue, mais ses techniques et ses styles de poterie ont été préservés,.
Religion : Les Chorotegas étaient polythéistes, leurs principaux dieux étant Tipotani, Nenbithía et Nenguitamali. Ils sont aujourd'hui Catholiques.
Architecture : Les Chorotegas précolombiens vivaient principalement dans des huttes, certains d'entre elles peuvent encore être vues dans leurs communautés actuelles.